# Carlsberg, Bad Dürkheim
Carlsberg là một đô thị thuộc huyện Bad Dürkheim, trong bang Rheinland-Pfalz, phía tây nước Đức. Đô thị Carlsberg, Bad Dürkheim có diện tích 7,03 kilômét vuông, dân số thời điểm ngày 31 tháng 12 năm 2006 là 3558 người.